# Пјегајо Алто (Лука)
Пјегајо Алто је насеље у Италији у округу Лука, региону Тоскана.
Према процени из 2011. у насељу је живело 58 становника. Насеље се налази на надморској висини од 323 м.